# Korythos (Sohn des Paris)
Korythos (altgriechisch Κόρυθος Kórythos, deutsch ‚Schneekönig (ein kleiner Vogel)‘) ist in der griechischen Mythologie der Sohn der Bergnymphe Oinone und des Paris (Prinz von Troja).
Nach Erzählung im Werk des Hellanikos von Lesbos kam Korythos als junger Mann nach Troja, um am Krieg gegen die Griechen teilzunehmen. Die schöne Helena verliebte sich in ihn. Aus Eifersucht soll Paris seinen eigenen Sohn erschlagen haben.